# ۱۱۷۷ (میلادی)

## رویدادها
- ماه مه: زمین‌لرزه خاور بوئین زهرا. در ذیقعده ۵۷۲ زمین لرزه‌ای بسیاری شهرهای عراق عجم را، در طول دامنه‌های جنوبی البرز تا منطقه آنسوی ری، ویران کرد. شهرهایی که به ویژه دستخوش ویرانی شدند قزوین و ری بود که کسان بسیاری در آن کشته شدند. گواه‌های درونی اطلاعات نشان می‌دهد که ناحیه ری، خاور بوئین زهرا و آبادی‌های کرج بیشترین آسیب‌ها را دیدند.